# Burgstall Eulenburg (Tiefenbach)
Der Burgstall Eulenburg ist eine abgegangene Höhenburg auf 415 m ü. NN südöstlich von Tiefenbach, einem heutigen Stadtteil von Crailsheim im Landkreis Schwäbisch Hall in Baden-Württemberg.

## Geschichte
Bei der unbekannten Burg, die vermutlich aus dem 13./14. Jahrhundert stammt, könnte es sich um ein turmartiges Steinhaus (Turmburg) gehandelt haben. Von der ehemaligen Burganlage sind noch Reste des Halsgrabens und des quadratischen Burghügels mit einer Seitenlänge von 13 Metern erhalten.

### Sage
Nach einer alten Sage sollen einst auf der Burg drei adlige Burgfräulein gelebt. Diese sollen sich eines Nachts im Wald verirrt haben. Daraufhin sollen die Edelfrauen der Gemeinde Tiefenbach den Eichwald unter der Auflage vermacht haben, dass von den Verkaufserlösen drei Glocken angeschafft und diese in den zwölf Raunächten geläutet würden. Der Eichwald ist nur noch ein kleines Gehölz, doch belegen Flurnamen, dass er einst wesentlich größer war.